# Султанова Лейла Юріївна
Ле́йла Ю́ріївна Султа́нова (нар. 22 липня 1977 року, Коломия) — педагог, доктор педагогічних наук (2019), професор (2021).

## Біографічні дані
Народилася 22 липня 1977 року в Коломиї.
У 1999 році закінчила Прикарпатський університет, де й працювала з 2000 до 2005 року. 
З 2005 року — працює в Інституті педагогічної освіти і освіти дорослих НАПНУ: завідувачем відділу теорії і практики педагогічної освіти.

## Наукова робота
Проводить наукові дослідження полікультурної освіти та цифрової безпеки в системі освіти.
Автор понад 80 наукових та навчально-методичних праць у зарубіжних і вітчизняних виданнях.

### Основні праці
За ЕСУ:
- Полікультурна освіта майбутнього викладача закладу вищої освіти: теоретичний аспект. — Ів.-Ф., 2018;
- Development of soft skills of teachers of Physics and Mathematics // J. of Physics.Conference Series. — 2021. Vol. 1840 (співавтор);
- Use of network technologies in the professional activities of adult education teachers in Ukraine // International J. of Educational Research and Innovation. — 2022. Vol. 17 (співавтор);
- Цифрова безпека в галузі вищої освіти: аналітичні матеріали. — Кр., 2022[3].